# Nidrum
Nidrum is een plaats in de deelgemeente Elsenborn van de Duitstalige gemeente Bütgenbach in de Belgische provincie Luik.

## Bezienswaardigheden
- Driekoningenkerk
- Kerkhof van Nidrum met Russische oorlogsgraven.

## Natuur en landschap

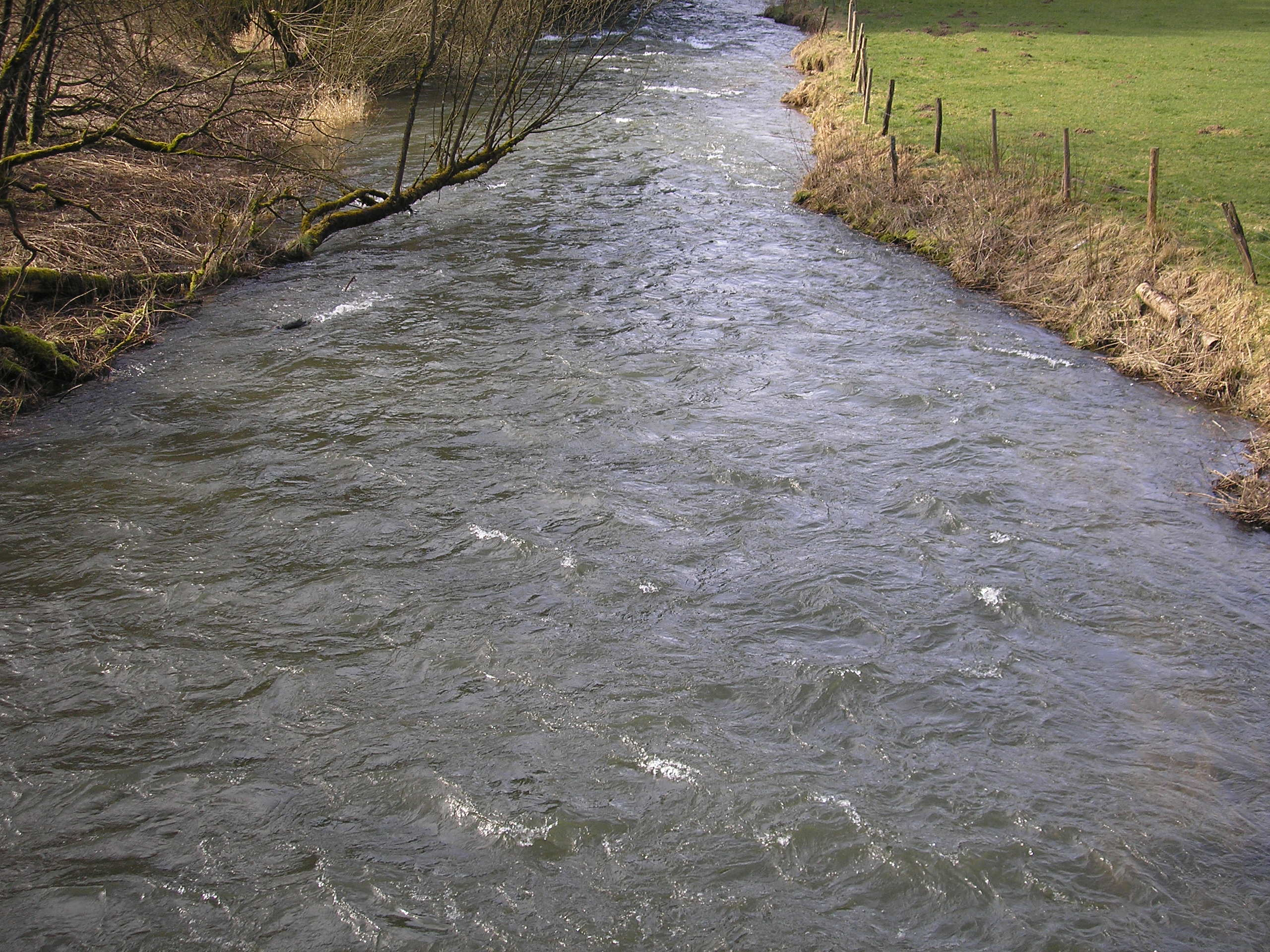
De Warche bij Weywertz.

Het riviertje de Warche stroomt tussen Weywertz en deze plaats door.

## Nabijgelegen kernen
Elsenborn, Weywertz, Berg, Bütgenbach
Deelgemeenten: Bütgenbach · Elsenborn

Overige kernen: Berg · Küchelscheid · Leykaul · Nidrum · Weywertz

Belgische gemeenten · Duitstalige Gemeenschap · Arrondissement Verviers · Luik · Wallonië